# Charles Alexandre Lesueur
Charles Alexandre Lesueur (Le Havre, 1778. január 1.  – Le Havre, 1846. december 12. ) francia természettudós, képzőművész és felfedező. Zoológiai szakmunkákban nevének rövidítése: „Lesueur”.

## Életrajza

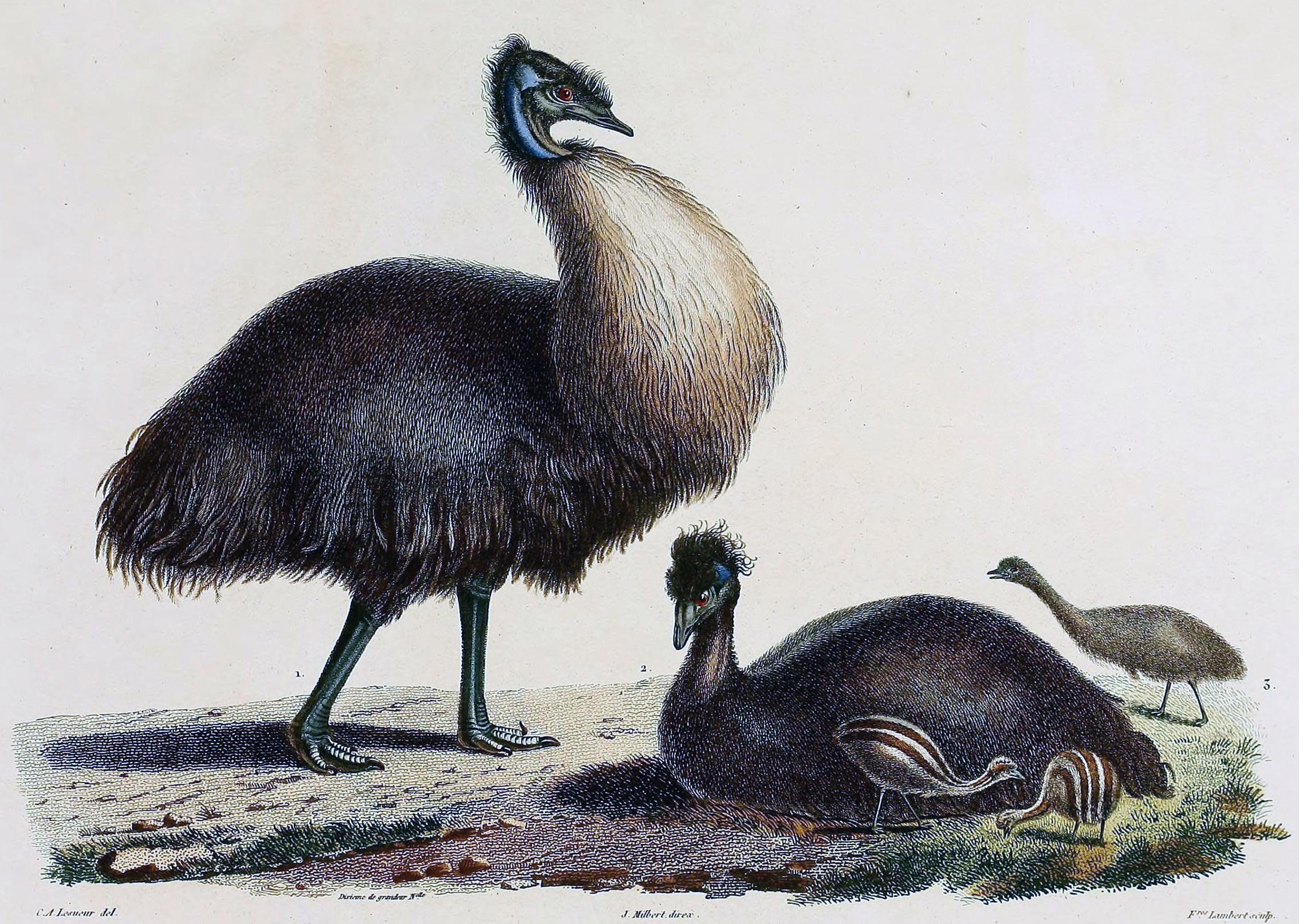
A King-szigeti emu vázlata

Lesueur, Nicolas Baudin ausztráliai expedicióján vett részt 1801-ben, grafikusként a feladata volt hogy az állatokról vázlatokat készítsen. Társaival François Péronnal és René Maugé de Celyvel több mint 100 000 állatfajról gyűjtöttek adatokat. Az állat-kollekció megrajzolása Lesueur  munkája volt. Maugé halála után természetvédő szerepet is vállalt. 1802-ben a King-szigeti emu egyetlen ismert vázlatát készítette el a természetes élőhelyén (a madár 1850-ben kihalt).
1815 és 1837 között az Egyesült Államokban élt. 1833-ban ellátogatott az indianai, Vincennes városba, ahol felvázolta a William Henry Harrison kastélyának Grouseland első ismert rajzát. A kastély ma nemzeti történelmi látnivaló.